# Velikaja (tributario del Lago dei Ciudi)
La Velikaja (in russo Вели́кая?) è un fiume della Russia europea occidentale (oblast' di Pskov), tributario del lago di Pskov (sistema fluviale del mar Baltico).
Nasce dalle alture di Bežanicy, rilievi collinari posti nella parte meridionale dell'oblast' di Pskov; scorre dapprima con direzione occidentale, assumendo poi direzione mediamente settentrionale che mantiene fino alla foce. Nel suo percorso, punteggiato di piccoli laghi, la Velikaja tocca, fra le altre, le città di Opočka, Ostrov e (poco a monte della foce) Pskov. Sfocia nel lago di Pskov, che a sua volta defluisce nel fiume Narva.
I maggiori affluenti della Velikaja sono Issa, Sinjaja, Kuchva e Utroja dalla sinistra idrografica, Alolja, Sorot', Čerëcha e Pskova dalla destra. Il suo bacino idrografico, esteso su più di 25.000 chilometri quadrati, si estende parzialmente nei territori di Lettonia e Bielorussia.
La Velikaja è ghiacciata, mediamente, da novembre ad aprile; i minimi annui di portata coincidono con i mesi tardo invernali, mentre la primavera e l'inizio dell'estate sono i mesi delle piene.